# 陸軍軍法会議法
陸軍軍法会議法（りくぐんぐんぽうかいぎほう、大正10年4月26日法律第85号）は、陸軍刑法8条1号から3号まで、同条4号後段、同条5号および9号に記載された者、陸軍用船の船員、陸軍部隊に属しまたは従う者、俘虜に対する裁判を行う場合の裁判権、訴訟手続に関する法律である。
陸軍軍法会議法は、陸軍軍法会議法、海軍軍法会議法及第一復員裁判所及第二復員裁判所令廃止ニ関スル件（昭和21年5月18日勅令第278号）により廃止されたが、勅令第278号附則2項から4項までにより、その時点で存続する軍法会議についてはなお存続し、陸軍軍法会議法が適用されるとされたが、「ポツダム宣言の受諾に伴い発する命令に関する件に基く陸軍刑法を廃止する等の政令（昭和22年5月17日政令第52号)」により陸軍刑法が廃止されるとともにこの経過措置を定めた勅令第278号附則2項から4項までが削除され、陸軍軍法会議法は完全に消滅した。

## 概要
明治16年（1883年）勅令第24号「陸軍治罪法」が制定され、此の勅令で軍人の犯罪処罰、其の管轄範囲及び其の裁判権が制定され、軍法会議の構成、軍法会議の権限、陸軍検察、審問、判決等が規定された。俘虜の犯罪（俘虜と為った後の犯罪）に関しては総ての軍法会議で、軍人に対する裁判と同じく軍法会議で処罰されることと規定された。軍法会議と一般裁判との関係も規定され、司法警察官、巡査、検察官との関係も規定された。更に、普通治罪法の内第九條、第十一條（公訴期満免除の期間）、第十二條（私訴期満免除の期間）、第十四條（期満免除の期間中断）、第十八條（期限の算定期間に関する規定）、第百条（現行犯の規定）、第百一条（現行犯と看做場合の規定）の規定は、陸軍治罪法に適用することと規定された。
明治28年（1895年）「臨時海軍軍法会議法」が制定されたが非常に簡単な条文で、第一條から第五條までで構成されたものであった。

## 陸軍軍法会議法の成立過程
- 明治28年法律第五号臨時海軍軍法会議法
- 明治28年勅令第九十二号臨時陸軍軍法会議並其管轄地内ニ於ケル陸軍刑法ノ適用ニ関スル件
- 明治29年勅令第百二十一号台湾守備混成旅団司令部条例
- 明治32年法律第二号台湾陸軍軍法会議法
- 明治33年法律第十三号民法ノ規定ニ依ル遺言ノ確認ニ関スル件
- 明治33年勅令第百五号常設海軍軍法会議ニ於ケル主理録事定員
- 明治35年勅令第八十五号師団法官部及台湾陸軍法官部ニ陸軍警手ヲ置クノ件
- 明治36年勅令第百六十一号明治三十三年勅令第百五号（常設海軍軍法会議ニ於ケル主理録事定員ノ件）別表改正
- 明治37年勅令第九号明治三十二年勅令第百四十五号（常設海軍軍法会議ニ海軍警査ヲ置クノ件）中削除
- 明治37年勅令第二十五号臨時海軍軍法会議及海軍合囲地軍法会議ニ於ケル主理、録事、海軍警査ニ関スル件
- 明治37年勅令第三十一号臨時海軍監獄ニ関スル件
- 明治39年勅令第二百五十四号明治三十三年勅令第百五号（常設海軍軍法会議ニ於ケル主理録事定員）別表中追加
- 明治40年法律第十六号関東都督府及韓国駐剳軍陸軍軍法会議法
- 明治40年勅令第二百五十七号陸軍刑法、海軍刑法等ヲ樺太ニ施行スル件
- 明治41年勅令第二百十六号軍法会議ニ於テ刑ノ言渡ヲ受ケタル者ノ特赦及減刑ニ関スル件
- 明治42年勅令第二百九十二号韓国軍人軍属ノ犯罪審判ニ関スル件
- 大正3年陸軍軍法会議法案（法務局長　志水小一郎　修正案）
- 大正10年陸海軍軍法会議私訴裁判強制執行法廃止
- 大正10年陸軍軍法会議法及海軍軍法会議法の制定に伴い明治十八年太政官布告普通治罪法陸軍治罪法海軍治罪法交渉の件処分法を廃止し新たに刑事交渉法を制定
- 大正10年法律第九十二号刑事交渉法
- 大正10年法律第八十五条陸軍軍法会議法
- 大正10年法律第八十六号朝鮮軍軍法会議に関する件
- 大正10年法律第八十七号台湾軍軍法会議に関する件
- 大正10年法律第九十一号海軍軍法会議法
- 大正11年勅令第七十八号陸軍軍法会議法、海軍軍法会議法、刑事交渉法等ノ施行期日ニ関スル件
- 大正11年勅令第八十六号陸軍軍法会議法及び海軍軍法会議法施行前より施行せらるる勅令中理事、主理等の名称に関する件
- 大正11年勅令第百一号陸軍軍法会議法第一条第二項ノ規定ニ依リ除外スヘキ者ニ関スル件
- 大正11年勅令第百二号海軍軍法会議法第一条第二項ノ規定ニ依リ除外スヘキ者ニ関スル件
- 大正11年勅令第百三号陸軍軍法会議ニ依リ市町村吏員ノ行フヘキ職務ニ関スル件
- 大正11年勅令第百四号海軍軍法会議ニ依リ市町村吏員ノ行フヘキ職務ニ関スル件
- 大正12年勅令第三百号陸軍軍法会議法及海軍軍法会議法中時効ニ関スル規定等施行期日
- 昭和14年勅令第六四七号大正十一年勅令第百一号陸軍軍法会議法第一条第二項ノ規定ニ依リ除外スヘキ者ニ関スル件廃止の件
- 昭和14年勅令第六四八号大正十一年勅令第百二号海軍軍法会議法第一条第二項ノ規定ニ依リ除外スヘキ者ニ関スル件の廃止に関する件
- 昭和16年法律第八号陸軍軍法会議法中改正法律
- 昭和16年法律第九号海軍軍法会議法中改正法律
- 昭和16年勅令第三三二号昭和十六年法律第八号陸軍軍法会議法中改正法律施行期日ノ件
- 昭和16年勅令第三三四号昭和十六年法律第九号海軍軍法会議法中改正法律施行期日ノ件
- 昭和17年法律第七八号陸軍軍法会議法中改正法律
- 昭和17年法律第七九号海軍軍法会議法中改正法律
- 昭和17年勅令第三三五号陸軍軍法会議法第三十五条ノ規定ニ依ル実務ノ修習ニ関スル件
- 昭和17年勅令第三三六号海軍軍法会議法第三十五条ノ規定ニ依ル実務ノ修習ニ関スル件
- 昭和18年法律第八三号陸軍軍法会議法及海軍軍法会議法中改正法律
- 昭和19年法律第一号海軍刑法及海軍軍法会議法中改正法律
- 昭和20年法律第四号陸軍軍法会議法中改正法律
- 昭和20年法律第五号海軍軍法会議法中改正法律
- 昭和20年法律第四〇号国民義勇戦闘隊員ニ関スル陸軍刑法、海軍刑法、陸軍軍法会議法
- 昭和20年勅令第二七〇号昭和二十年法律第五号海軍軍法会議法中改正法律施行期日ノ件
- 昭和20年勅令第二九三号昭和二十年法律第四号陸軍軍法会議法中改正法律ノ一部施行期日ノ件
- 昭和21年勅令第二七八号昭和二十年勅令第五百四十二号「ポツダム」宣言ノ受諾ニ伴ヒ発スル命令ニ関スル件ニ基ク陸軍軍法会議法、海軍軍法会議法及第一復員裁判所及第一復員裁判所及第二復員裁判所令廃止に関する件

## 関連法規
- 大正11年陸軍法務官及び海軍法務官任用令
- 大正11年陸海監獄監特別任用令
- 大正11年陸軍法務官及海軍法務官懲戒令
- 大正11年陸軍軍法会議法施行に伴い勅令又省令自然消滅

一. 明治二十八年勅令第百二十五号　理事分限
一. 明治三十一年勅令第八十二号　非職及予備理事の戦時復職並在郷に関する件
一. 明治三十二年利軍省令第五号　非職及予備理事の復職に関し規定準用の件
- 大正11年勅令第百三号陸軍軍法会議法により市町村吏員の行うべき職務に関する件
- 大正11年陸軍省告示弁護士にして陸軍軍法会議法第88条規定の指定を受けむとする者は所属地区裁判所及び住所を表示し陸軍大臣に其の指定を請求すべし
- 大正11年陸普第二二二九号高等軍法会議以外の軍法会議に於いて刑を言い渡したる判決確定したるときは検察官より謄本一通を高等軍法会議の検察官に送付のことに被定候依命及通牒候
- 大正13年勅令三〇〇号陸軍軍法会議法及海軍軍法会議法中時効に関する規定